# Armand Heine
Armand Heine (1818 - 9 de novembro de 1883) era um banqueiro e filantropo judeu nascido em Bordeaux, na França, que mais tarde viveu em seu castelo e vinhedo, Beychevelle em Bordeaux. Com seu irmão Michel, ele fundou o famoso banco Armand & Michael Heine, em cooperação com a Rothschild Frères & Co. em Paris, França e Nova Orleans, Louisiana, Estados Unidos. Armand foi casado com Marie-Amélie Kohn, filha de um judeu famoso e muito rico que nasceu na Boêmia.
Armand Heine morreu em 1883 em Beychevelle, deixando 22.000 francos em sua vontade pelo financiamento de moradias para os pobres de Paris. Pode ser lido nos jornais de Paris da época: 

"Graças à generosidade da sociedade filantrópica da família de Michel e Armand Heine, toda uma série de novas casas foi construída na Rue Jeanne d'Arc e Boulevard de Grenelle".